# Школа № 10 (Ишимбай)
Муниципальное общеобразовательное бюджетное учреждение средняя общеобразовательная школа № 10 г. Ишимбая Республики Башкортостан — одно из старейших образовательных учреждений города.
В школе обучается 230 человек, педагогический состав — 30.
Школа работает по теме: «Стимулирование познавательной деятельности как средство развития и самореализации личности».

## История
Корпус школы сдали досрочно и 6 декабря 1962 года стал первым учебным днем для 747 учащихся и их учителей, скомплектованных из средних учебных заведений № 8, 11, 16, 24. Директором школы назначен Борис Петрович Шмельков (Отличник народного просвещения, Заслуженный учитель школы РСФСР, участник Великой Отечественной войны). Он возглавлял школу с 1962 −1979. Второй директор Идрис Абсаттарович Мухтаров (1980—1987), третий — Лилия Шамильевна Преснякова (1988—2001).
В 2010 году существовали планы реорганизации школы.

## Знаменитые ученики
Количество медалистов — 89 человек.
- С. М. Першин — доктор физико-математических наук, институт космических исследований РАН и НАСА,
- П. М. Бурдаков — доктор медицинских наук, г. Пермь,
- В. И. Бачурин — кандидат экономических наук, г. Москва.